# Tanahu
Der Distrikt Tanahu (Nepali तनहू जिल्ला) ist einer der 77 Distrikte in Nepal.
Er liegt mit seinem Hauptort Byas in der Verwaltungszone Gandaki.

## Geografie
Der 1546 km² große Distrikt liegt im Zentrum von Nepal in den Vorbergen des Himalaya. Seine Distriktnachbarn sind im Norden Kaski, Lamjung und Gorkha, im Osten Chitwan, im Süden Nawalparasi und Palpa sowie im Westen Syangja. Der Distrikt wird im Süden vom unteren Flusslauf des Kali Gandaki und im Osten vom Marsyangdi begrenzt. Durch den Distrikt fließt der Seti Gandaki sowie dessen linker Nebenfluss Madi Khola.

## Bevölkerung
Gemäß der Volkszählung hatte der Distrikt im Jahr 2001 315.237 bei einer Bevölkerungsdichte von 203,9 Personen/km². Die größte ethnische Gruppe in diesem Bezirk sind die Gurung. Viele Bewohner am Madi Khola leben vom Fischfang.

## Verwaltungsgliederung
Städte (Munizipalitäten) im Distrikt Tanahu:
- Ambukhaireni
- Bandipur
- Bhanu
- Shuklagandaki
- Vyas

Village Development Committees (VDCs) im Distrikt Tanahu:
- Arunodaya
- Baidi
- Basantapur
- Bhanumati
- Bhimad
- Bhirkot
- Chhang
- Chhimkeswari
- Chhipchhipe
- Chok Chisapani
- Deurali
- Devghat
- Gajarkot
- Ghansikuwa
- Jamune Bhanjyang
- Kabilas
- Kahu Shivapur
- Keshavtar
- Kihun
- Kota
- Kotdarbar
- Kyamin
- Majhakot
- Manpang
- Phirphire
- Pokhari Bhanjyang
- Purkot
- Raipur
- Ramjakot
- Ranipokhari
- Risti
- Rupakot
- Samungbhagwati
- Satiswara
- Sundhara
- Syamgha
- Tanahunsur
- Thaprek
- Virlung